# Andrey Nazário Afonso
Andrey Nazário Afonso (Porto Alegre, 9 novembre 1983) è un ex calciatore brasiliano, di ruolo portiere.

## Carriera

### Club
Ha giocato nel Grêmio per una sola partita, nel 2004 in Coppa del Brasile contro il Chapadão; nel 2005 è passato al Figueirense, subendo 42 reti in 37 partite nel Campeonato Brasileiro Série A 2006. Trasferitosi in Romania, allo Steaua Bucarest, non ha giocato molto e nel 2008 è tornato in Brasile, al Cruzeiro di Adílson Batista.

### Nazionale
Ha giocato per il Brasile under 20, facendo da terzo portiere a Fernando Henrique durante il campionato mondiale di categoria del 2003.

## Palmarès

### Club

#### Competizioni nazionali
- Campionato Paranaense: 1

Atlético Paranaense: 2005
- Campionato Catarinense: 1

Figueirense: 2006
- Campionato Mineiro: 1

Cruzeiro: 2008

### Nazionale
- Campionato mondiale di calcio Under-20: 1

2003